# Vitis vinifera

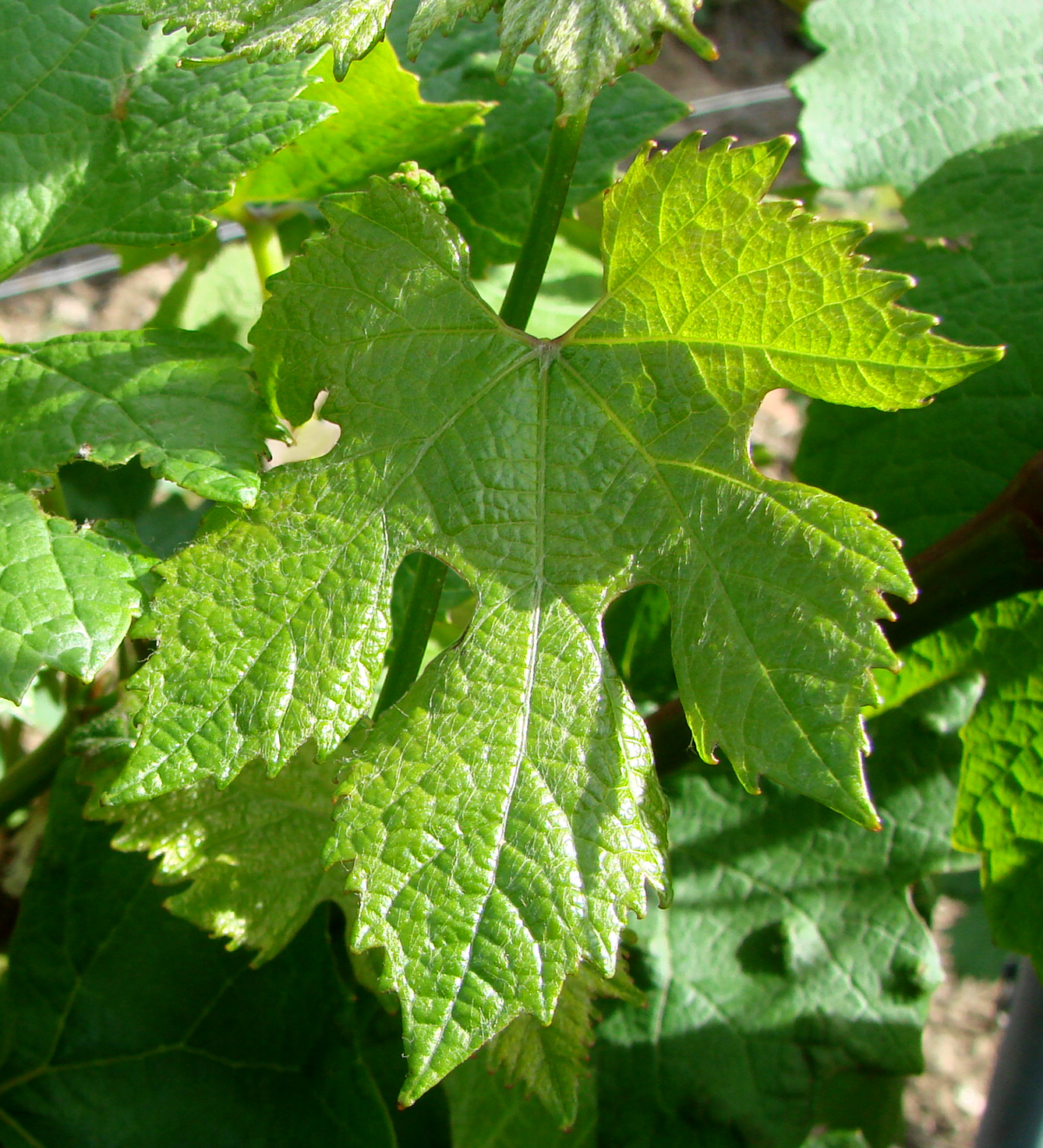
Hoja.

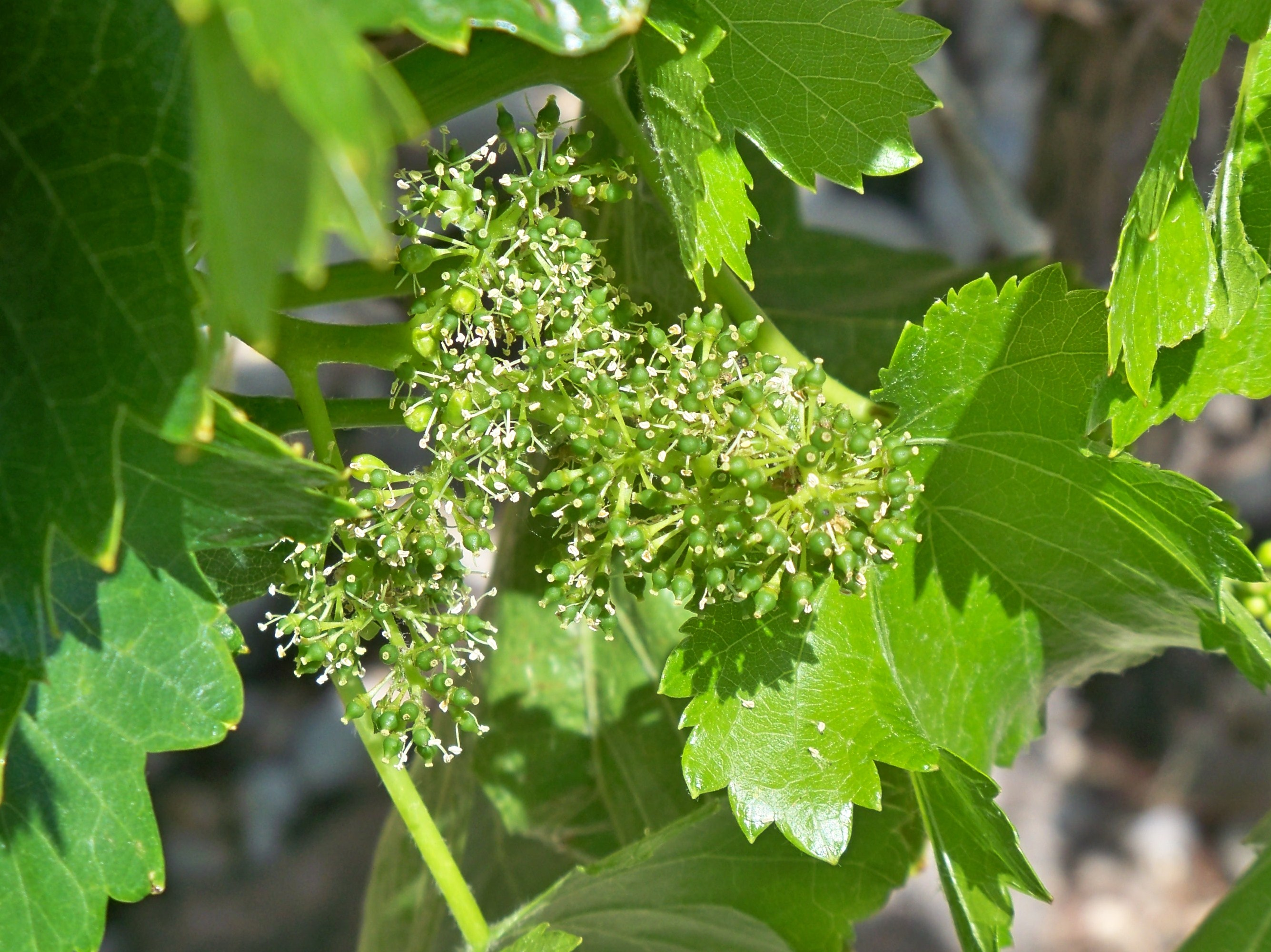
Racimo en flor.

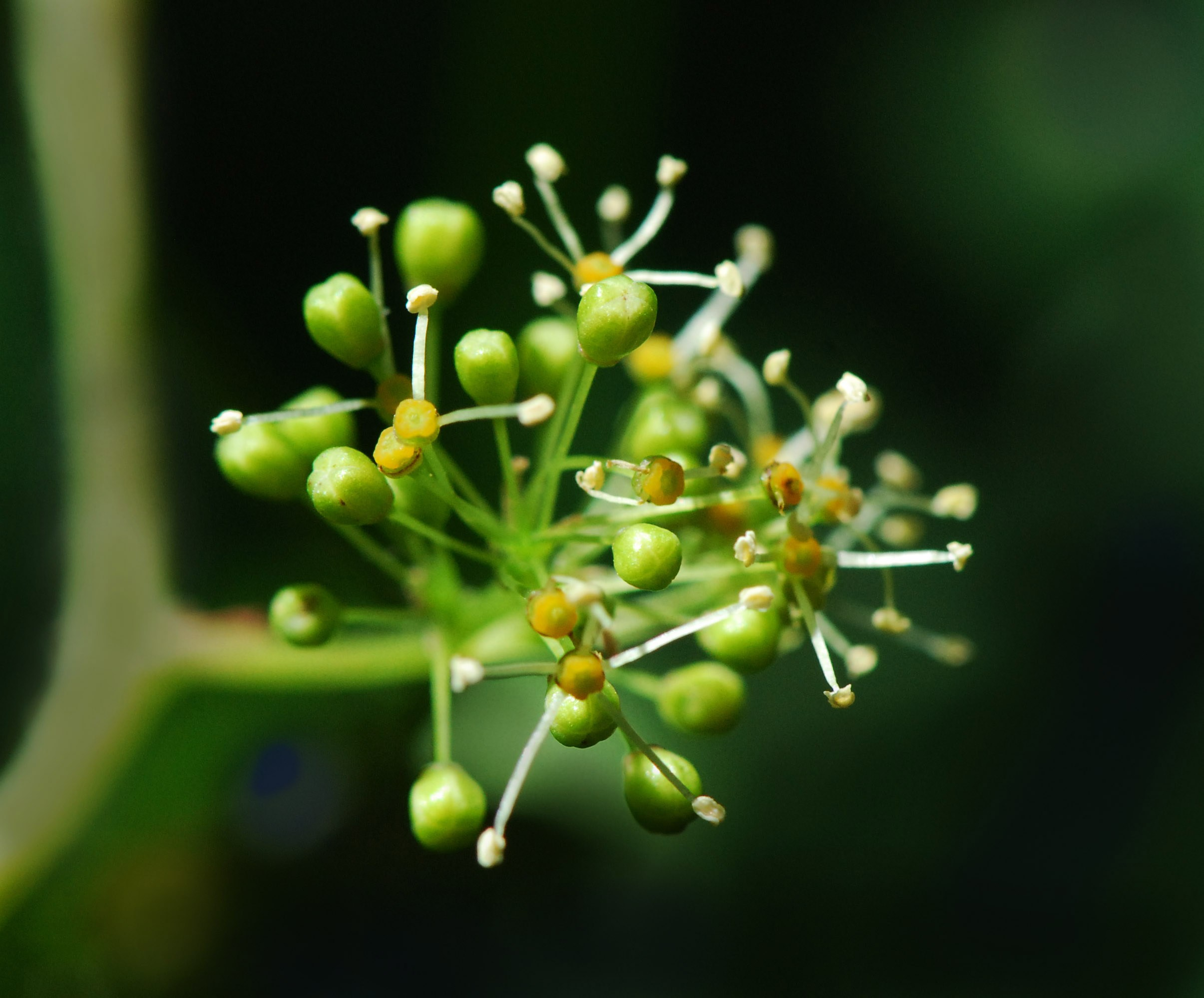
Flores masculinas.

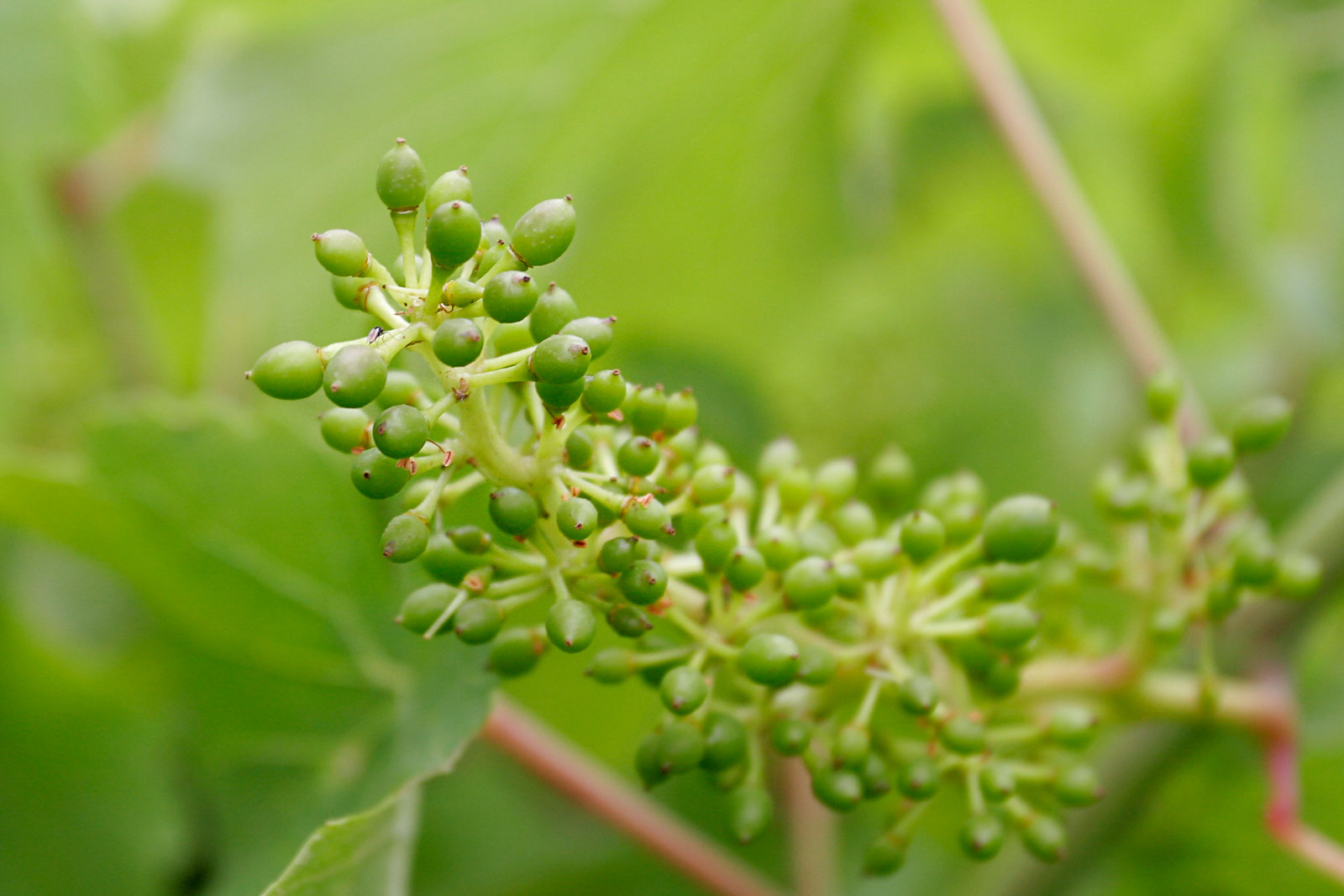
Racimo muy inmaduro.

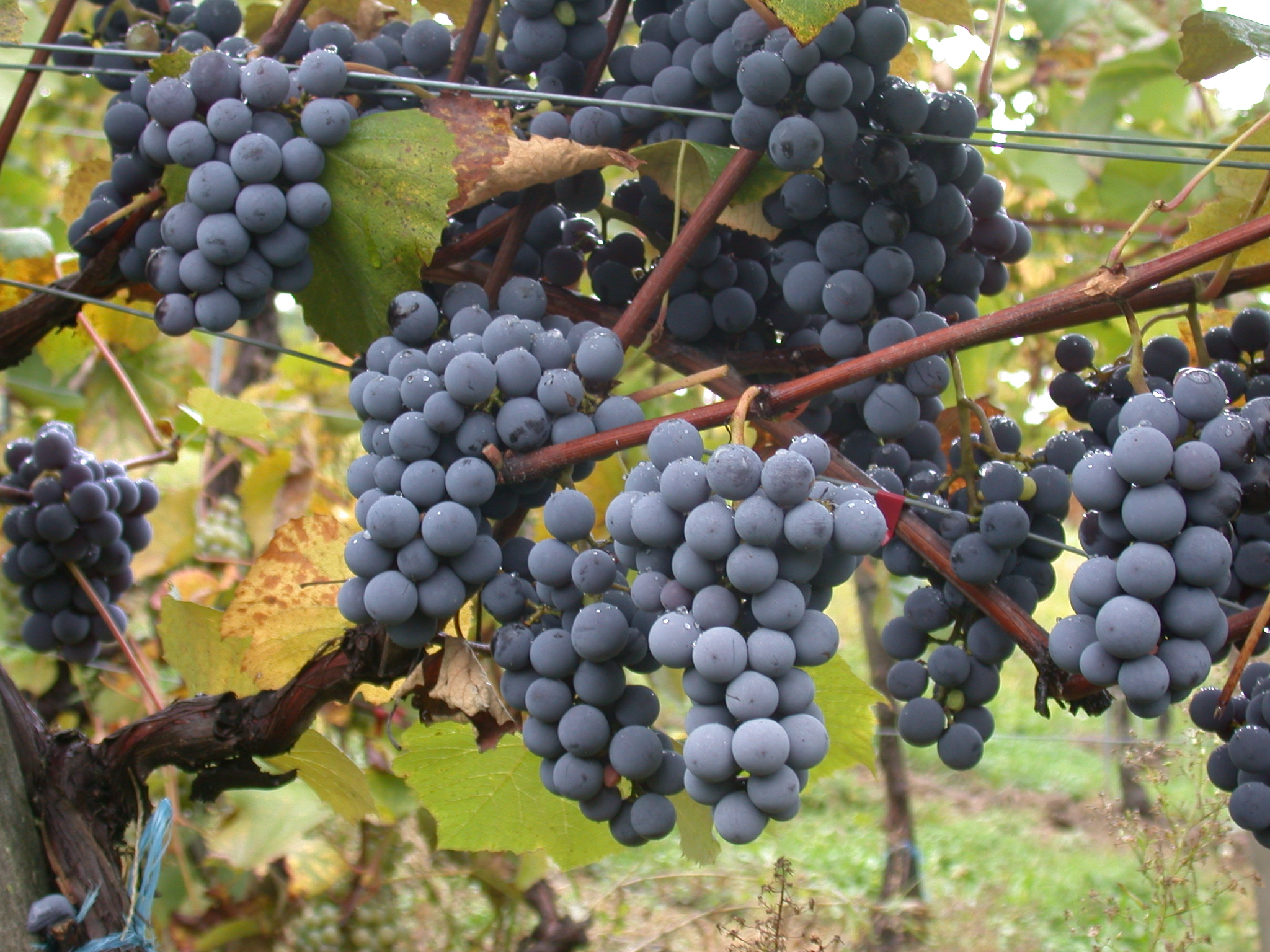
Racimo maduro.

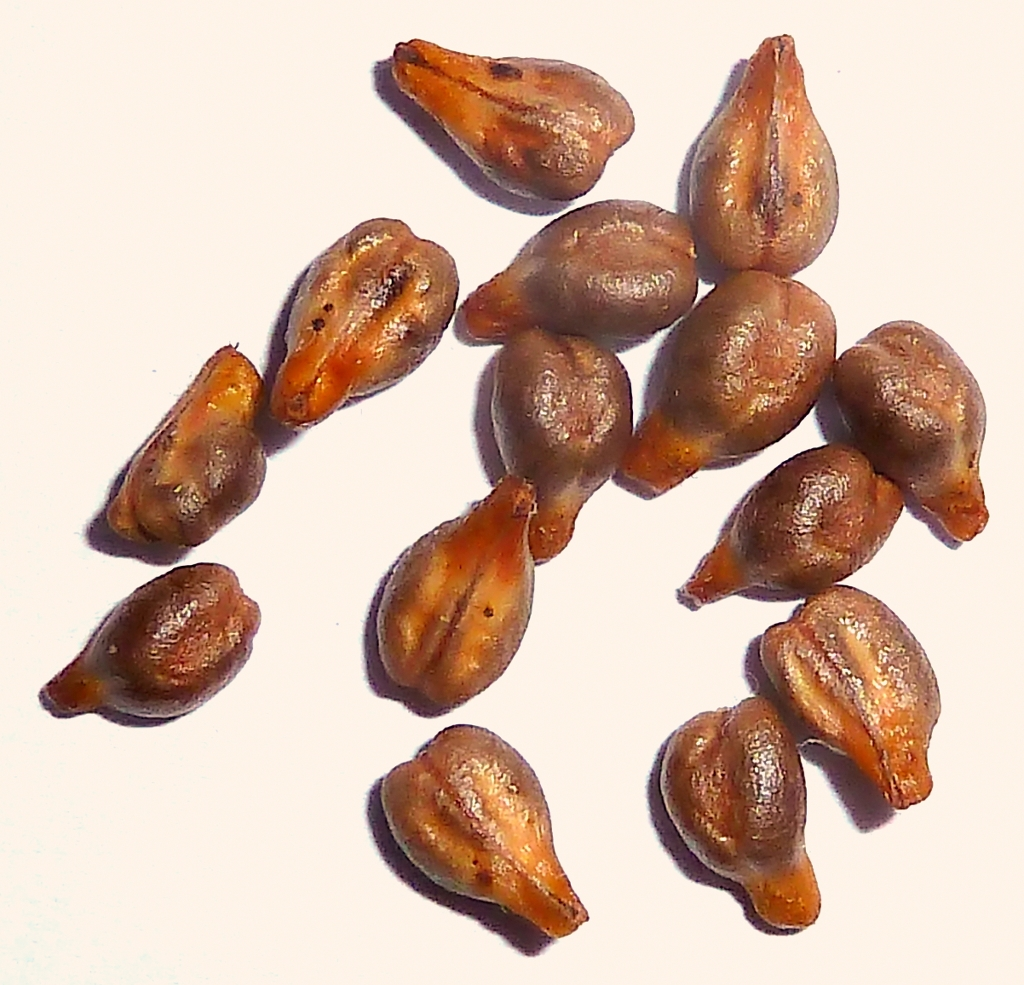
Semillas, cv. "Red Globe".

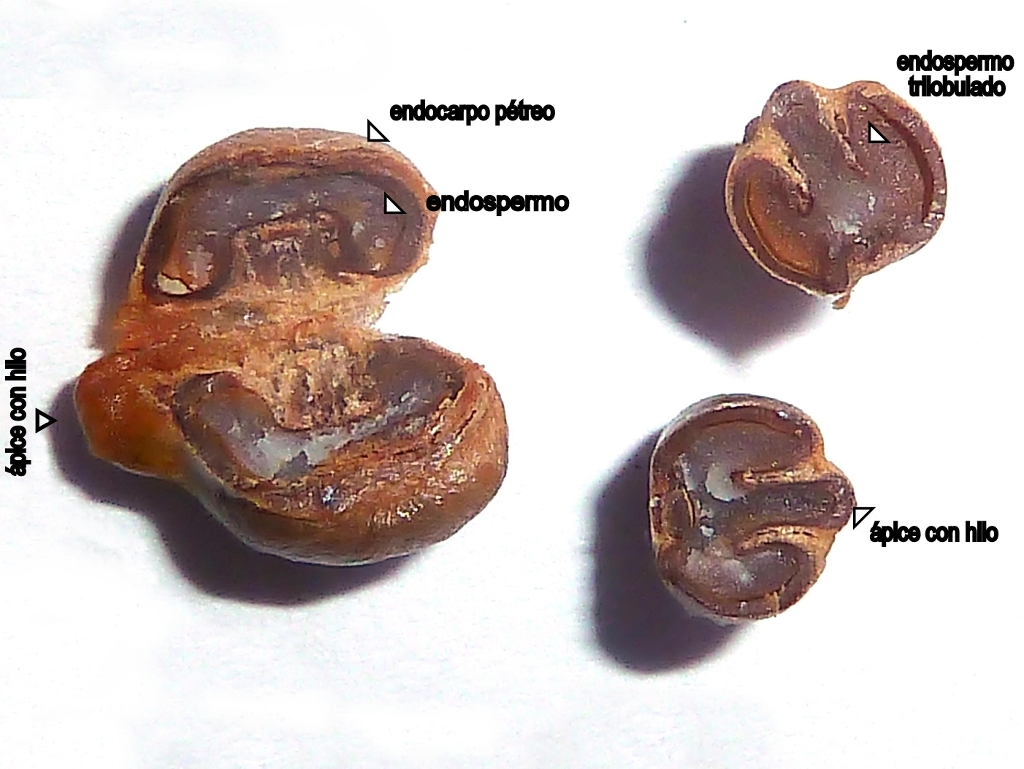
Anatomía interna de la semilla en cortes axial y longitudinal.

La vid o parra, cuyo nombre científico es Vitis vinifera, es una planta semileñosa o trepadora que cuando se deja crecer libremente puede alcanzar más de 30 m, pero que, por la acción humana, podándola anualmente, queda reducida a un pequeño arbusto de 1 m. Su fruto, la uva, es comestible y materia prima para la fabricación de vino y otras bebidas alcohólicas. A veces se denomina a la vid con el nombre de parra —en particular aquella cuyo producto es la uva de mesa—, aunque en fruticultura se denomina parral o parra a un sistema de conducción de las plantas de vid en altura, usado particularmente para ejemplares de producción cuidada, ya que sus uvas se destinan al consumo en fresco. Se denomina viña al terreno plantado con vides y si es muy extenso se le llama viñedo.

## Descripción
El tronco, retorcido, tortuoso y de hasta 6m de largo, presenta una corteza gruesa y áspera que se desprende en tiras longitudinales. Las ramas jóvenes, denominadas sarmientos, son flexibles y muy engrosadas en los nudos; alternando sobre ellas se disponen las hojas, grandes (hasta 14 por 12 cm), de estipulas caducas, tienen el limbo suborbicular, palmatilobado o subentero, irregularmente dentado, obtuso, agudo o ligeramente acuminado, cordado, glabro, pubescente -aracnoideo o tomentoso-aracnoideo; se las suele llamar pámpanas. Los zarcillos, bifurcados, aparecen cada tres hojas en el lado opuesto del sarmiento, y se enroscan y endurecen en cuanto encuentran soporte. Las flores son hermafroditas o unisexuales, reunidas en panículas laterales opuestas a las hojas. Los sépalos están soldados e inconspicuos, a veces reducidos a un anillo. Los pétalos  son verdosos, coalescentes en la parte superior, y precozmente caducos. Los estambres  son erectos al principio, después reflejos. El ovario tiene forma de ovoidea a globosa, con 1 solo estigma. El fruto es una baya globosa u oblongoidea, con 2-4 semillas piriformes ovoides con chalaza elíptica, 2 surcos longitudinales separado por una cresta aguda, el ápice redondeado, y  el endospermo trilobulado.

## Tipos de yemas

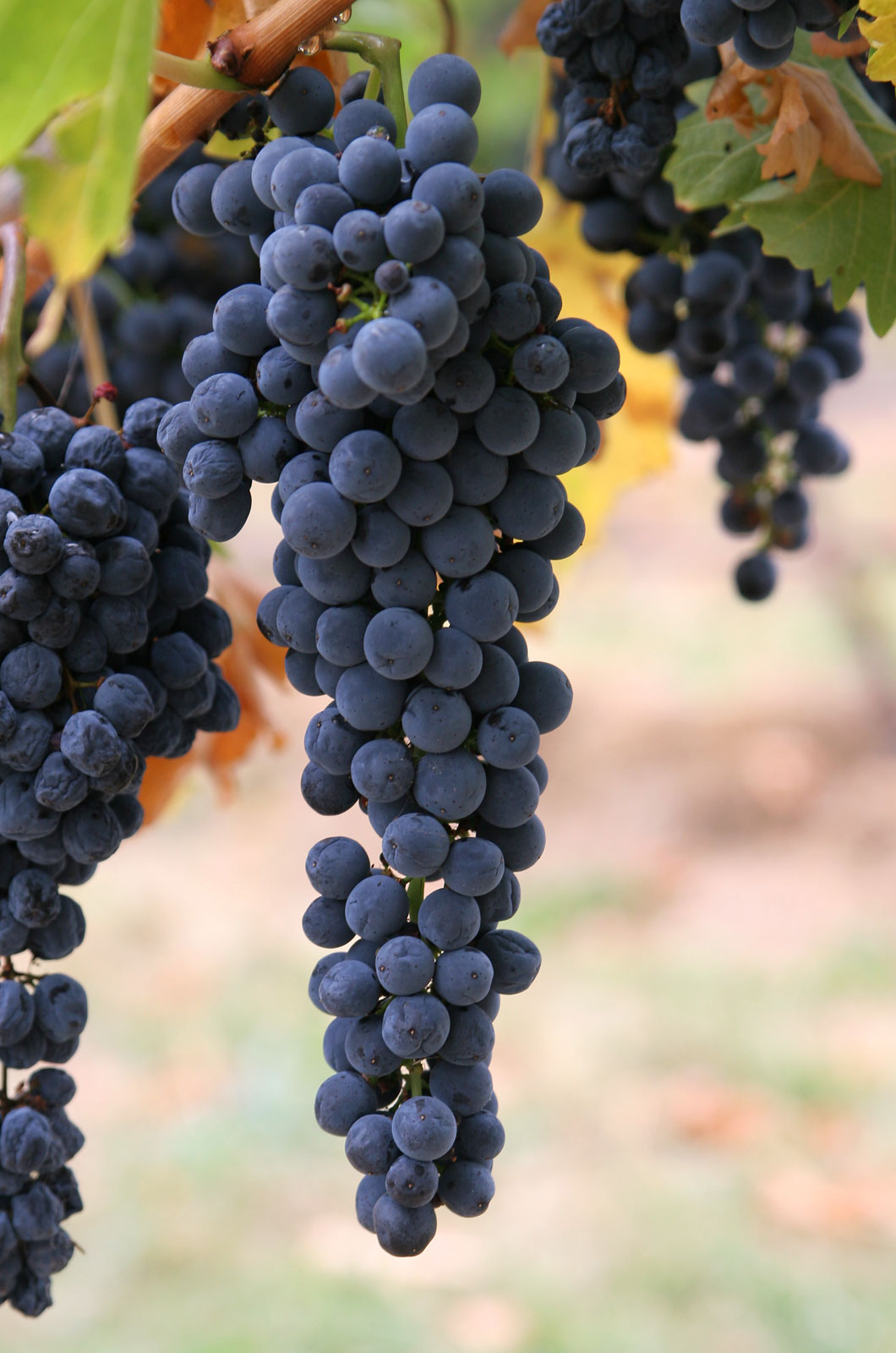
Uvas de vino tinto

La vid posee tres tipos de yemas: yema normal, yema pronta y yema madera vieja.
La yema latente o normal es la que brota más frecuentemente y se compone de tres yemas: primaria, secundaria y terciaria, siendo la más importante la yema primaria porque trae la producción de la temporada.
La yema pronta (o yema anticipada) es una yema que puede brotar en la misma temporada que la yema principal dando origen a  un brote anticipado. Puede producir fruta aunque esta será de baja calidad. Por lo general son ramas improductivas y denominadas "feminela".
La yema de madera vieja brota solo en condiciones extremas como una fuerte fertilización nitrogenada o una poda excesiva, dando origen a un brote muy vigoroso en madera vieja (tronco por ejemplo) llamado "chupón". Este brote es netamente vegetativo, eso quiere decir, que no produce fruta y si lo hace es de pésima calidad.

### Hábitat
Se cree originaria del suroeste de Asia y del centro y suroeste de Europa. Actualmente su uso se extiende por todos los países de climas templados.
La vid presenta requerimientos de frío para una adecuada ruptura de la dormición e inicio de la nueva estación de crecimiento. Estos requerimientos de frío son muy variables, según los cultivares: desde 500 a 1400 horas de frío, aunque en la actualidad existen variedades cultivadas con un requerimiento de solo 100 horas.

### Observaciones
Cuando a finales del siglo XIX los viñedos europeos fueron arrasados por la filoxera, devastador insecto picador que destruye las raíces, se importaron cepas resistentes desde América, a donde se había traído anteriormente a esta peste. De este modo, se logró injertar las razas de Vitis vinifera europeas sobre las raíces «americanas».
La importancia económica de la vid, es extraordinaria: la uva es uno de los frutos más apreciados, nutritivos y rico en vitamina C, secas constituyen las pasas o sultanas, muy nutritivas y utilizadas en medicina popular como expectorantes; las uvas inmaduras se consideran refrescantes; de los sarmientos mana en primavera el agua de cepa, que se considera diurética; los pámpanos y brotes tiernos son ricos en taninos y antocianos, empleados como astringente contra las diarreas, hemorragias nasales (en forma de polvo), las uvas maduras tienen también propiedades laxantes —lo mismo que el mosto— y son ricas en ácidos orgánicos y azúcares reductores. Pero la importancia mayor de la vid es para obtener, por fermentación del mosto, el vino y todos sus derivados: alcohol, vinagre, etc. Su obtención se ha convertido en una verdadera disciplina: la enología.

## Cultivares
Como consecuencia de su evolución como cultivo, se distinguen diversos cultivares. Se
llegó a contar hasta cinco mil variedades cultivadas; lo cual puede resultar un tanto exagerado, ya que es probable que una misma variedad reciba distintos nombres locales; cada región se precia de tener su cultivar propio, al que pone un nombre particular, además esta se cultiva mayormente en las zonas más húmedas para que así su producción sea mayor.

## Taxonomía
Vitis vinifera fue descrita por Carlos Linneo y publicado en Species Plantarum 1: 202. 1753.
Etimología
El nombre común del género sería derivado del celta gwid o wid: árbol, arbusto, (el mejor de los árboles).
Vitis: nombre genérico que es tomado directamente del latín vītis, vitis, la vid, el sarmiento, vitis, vinea siendo el vino
Taxones infraespecíficos aceptados:
- Vitis vinifera var. multiloba (Raf.) Kuntze
- Vitis vinifera var. palmata (Vahl) Kuntze

Sinonimia
- Cissus vinífera (L.) Kuntze
- Vitis vinifera subsp. sativa Hegi	= Vitis vinifera subsp. vinífera L.
- Vitis vinifera subsp. sylvestris (C.C.Gmel.) Hegi
- Vitis sylvestris  C.C.Gmel.:[7]

## Nombre común
Cepa, parra (26), parra bravía, parra cultivada, parra de uvas, parra silvestre (2), parral (2), parras (2), parreña, parriza, parrucha, parrón (4), vid (34), vid común (3), vid cultivada (2), vid silvestre, vides, vidueño (3), viduño (3), vinagrera, viña (8), viña roja, viñas, viñedo. Las cifras entre paréntesis se refieren a la frecuencia del vocablo en España.
En La Rioja y la parte oriental de Cuenca y Albacete se emplea la palabra majuelo para designar la vid nueva.